# Per Daniel Amadeus Atterbom

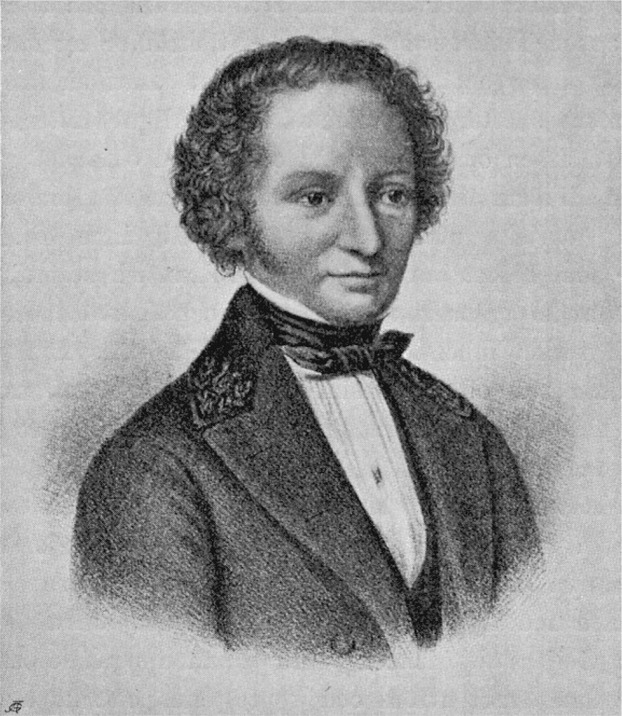
Per Daniel Amadeus Atterbom

Per Daniel Amadeus Atterbom a fost un scriitor și istoric literar suedez, principalul reprezentant al Romantismului suedez.